# 林君怡
林君怡（英文名：Goonee，1999年6月14日—），朝鲜族，中韩混血女歌手。前组合Legal High成员。《创造101》、《下一站传奇》、《创造营2020》参赛选手。

## 演艺经历
2017年8月，参加《鲜活宝贝TS919啦啦队挑战赛第二季》。
2018年3月，参加腾讯视频选秀节目《创造101》，在初舞台评级为A级，主题曲为B级。但在第一轮被遗憾淘汰成为成为当季唯一一位A班被淘汰选手。同年10月，参加《中国梦之声下一站传奇》，与参赛选手刘丹萌、徐艺洋、谢可寅、陈乐一、吴卓凡组成嗨战队成团。并发布出道单曲《嗨》。
2020年3月，签约意汇传媒。5月2日，参加腾讯视频选秀节目《创造营2020》，作为创造101复读生d在初舞台及主题曲评选中登上首发成团位，并成为主题曲的中心位。最终排名第10位未能成团出道。

## 音樂作品

### 单曲
| 年份   | 名稱         | 作詞曲                                        | 附註        |
| ------ | ------------ | --------------------------------------------- | ----------- |
| 2019年 | 《满分表现》 | feifei作詞，于韵非作曲                        |             |
| 2020年 | 《I Know》   | kaden孙磊、 李俊宜（宜宝）@奶油水蜜桃作詞作曲 | 电子R&B歌曲 |

### 《创造101》时期
| 发行时间 | 歌曲名称（歌曲说明）                  | 原唱者             |
| 2018     | 《I Feel Good》+《你干嘛》 （初舞台） | James Brown+罗志祥 |
| 2018     | 《你的甜蜜》（第一次公演）            | 范晓萱             |
| 2018     | 《创造101》（同名主题曲）             | 创造101练习生      |

### 《下一站传奇》时期
| 发行时间 | 歌曲名称（歌曲说明）     | 结果及备注                                                  |
| -------- | ------------------------ | ----------------------------------------------------------- |
| 2018     | 《Mr.Q》                 | 第2期 个人表演                                              |
| 2018     | 《我们不一样》           | 第7期 第一次战队竞演 团队战败                               |
| 2018     | 《看我72變》             | 第7期 第一次战队竞演个人环节 个人战胜                       |
| 2018     | 《浪人琵琶》             | 第8期 第二次战队竞演 团队战败                               |
| 2018     | 《李白》                 | 第9期 第三次战队竞演团队环节 团队战败                       |
| 2018     | 《乘风破浪歌》           | 第10期 第四次战队竞演团队环节 团队战败                      |
| 2018     | 《Whatever》             | 第11期 第五次战队竞演团队环节 与周笔畅共同表演 团队获胜     |
| 2018     | 《Superstar》            | 第11期 第五次战队竞演组合环节 与陈乐一、谢可寅合作 组合战胜 |
| 2018     | 《嗨》                   | 第12期 总决赛团队环节 团队战败                              |
| 2018     | 《我可以抱你吗+Bad Boy》 | 第12期 总决赛组合环节 与刘丹萌、宋茜合作 组合战败           |

### 《创造营2020》时期
| 发行时间 | 歌曲名称（歌曲说明）                                                                                   | 原唱者           |
| 2020     | 《You Can't Stop Me》（初舞台）                                                                        | Andy Mineo       |
| 2020     | 《瀟灑小姐》 （第一次公演曲目）                                                                        | 萧亚轩           |
| 2020     | 《你最最最重要》（主题曲）                                                                             | 创造营2020练习生 |
| 2020     | 《骑上我心爱的小摩托》（《创造营2020》第二次公演位置测评表演曲目及《创造营2020》六一特别街头快闪舞台） | 静sir            |
| 2020     | 《离群》（《创造营2020》第三次公演原创曲目表演曲目）                                                   | 原创曲目         |
| 2020     | 《火羽Phoenix》（《创造营2020》总决赛表演曲目）                                                        |                  |
| 2020     | 《Got Your Love》（《创造营2020》总决赛个人舞蹈竞演曲目）                                              |                  |

## 影视作品

### 电视剧
| 年份   | 劇名                   | 角色   |
| ------ | ---------------------- | ------ |
| 2022年 | 《侬好，我的东北女友》 | 王梓瑄 |
| 2022年 | 《定时之恋》           |        |
| 待播   | 《姻缘驾到》           |        |
| 待播   | 《月上东宫》           |        |
| 待播   | 《晓朝夕》             | 芊芊   |

### 综艺节目
| 年份          | 播出平台 | 节目名称   | 备注                     |
| ------------- | -------- | ---------- | ------------------------ |
| 2018年3月12日 | 腾讯视频 | 创造101    |                          |
| 2018年10月    | 东方卫视 | 下一站传奇 | 出道                     |
| 2020年        | 腾讯视频 | 创造营2020 | 首发成团位及主题曲中心位 |

## 外部連結
- 林君怡GOONEE的新浪微博